# Cucurbita foetidissima
Espèce
Cucurbita foetidissima est une espèce de plantes à fleurs de la famille des Cucurbitaceae, originaire du Sud-Ouest des États-Unis et du nord du Mexique.

## Description morphologique

### Appareil végétatif
C'est une plante malodorante, à croissance rapide, qui possède une grosse racine tubérisée pouvant peser plusieurs dizaines de kilogrammes. Les longues tiges rampantes peuvent atteindre 6 m de longueur, et le feuillage peut parfois s'élever jusqu'à 30 cm au-dessus du sol. Les grandes feuilles rugueuses, qui mesurent jusqu'à 30 cm de longueur, sont triangulaires, de couleur verte tirant vers le grisâtre.

### Appareil reproducteur
La floraison a lieu entre avril et juillet.
L'inflorescence est une fleur isolée en forme d'entonnoir, jaune ou orangé, située à l'aisselle des feuilles, et le plus souvent dissimulée par ces dernières. Chaque fleur mesure 5 à 7,5 cm de diamètre. La corolle est composée de 5 pétales partiellement soudés et se terminant par un lobe libre. Certaines fleurs sont dépourvues d'étamines. 
Le fruit est un péponide de forme sphérique qui mesure en moyenne 7,5 cm de diamètre. Il est de consistance dure, rayé de vert pâle et de vert foncé quand il est immature, jaune à maturité.

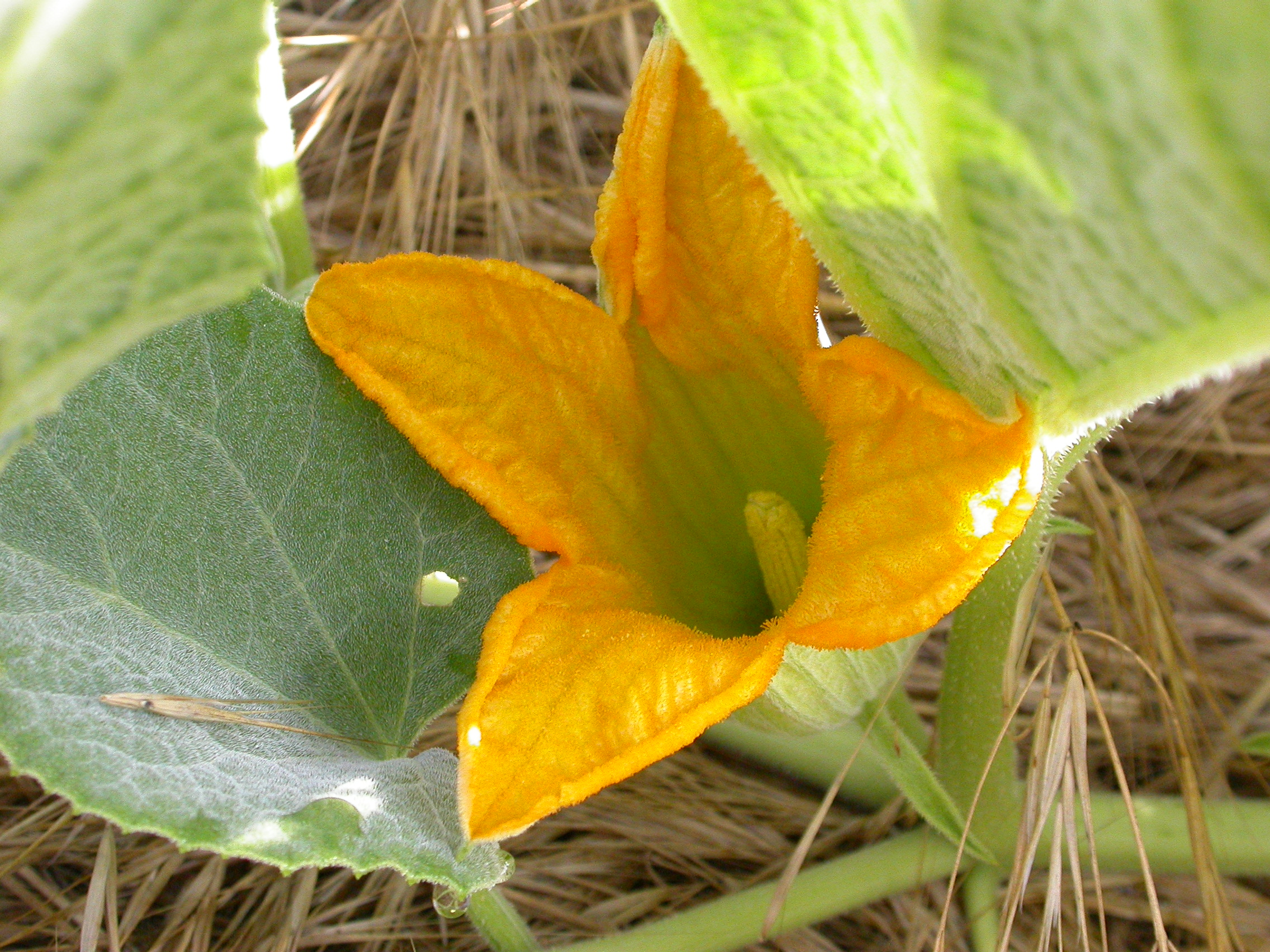
Fleur.
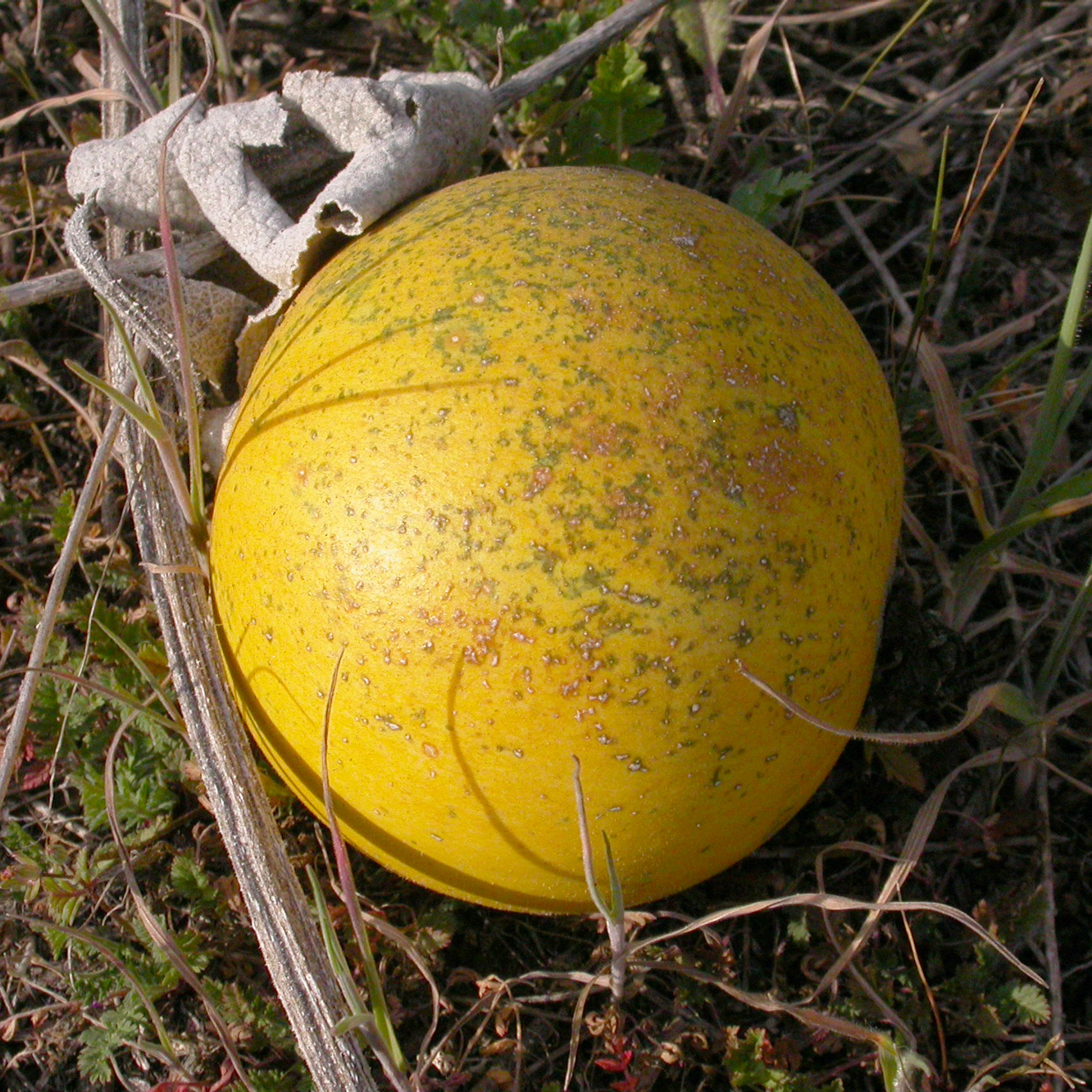
Fruit.

## Répartition et habitat
Cette plante vit dans le sud-ouest des États-Unis et au Mexique. Sa limite orientale est le Missouri ; sa limite nord va de la Californie au Colorado.
Peu exigeante en eau, elle pousse dans les espaces dégagés des plaines et déserts.

## Cucurbita foetidissimaet l'homme
Bien que son fruit soit souvent réputé incomestible, il est en réalité consommé lorsqu'il est récolté très jeune et cuisiné comme une courge. Cependant, à maturité il devient amer, immangeable et tout à fait toxique.
Ce fruit est utilisé à des fins décoratives ou pour la fabrication d'instruments de musique, en particulier des maracas.  Des graines on tire une huile à odeur fétide, riche en acide linoléique.
Il serait même possible de la cultiver pour produire du carburant ou de l'éthanol biocarburant.